# Ragion di Stato (miniserie televisiva)
Ragion di Stato è una miniserie televisiva italiana del 2015, prodotta da Rai Fiction e Cattleya e trasmessa da Rai 1 il 12 e 13 gennaio 2015.

## Trama
Il capitano di fregata della Marina Andrea Rosso e il colonnello dell'Esercito Nicola Fontana, agenti dell'AISE, il servizio segreto estero italiano, sono impegnati in Afghanistan nel 2013. Dopo aver provato a trattare con i talebani la costruzione di un ospedale, vengono attaccati e Fontana viene sequestrato. Rosso, tornato a Roma, decide insieme ai suoi superiori, l'ammiraglio Massa e il generale Ranieri (direttore e vice direttore dell'AISE), di usare il trafficante internazionale libanese Farouk Rashid come mediatore con i talebani.
In cambio Rosso prende in consegna la moglie Rania e la figlia Fatma, che viene curata perché è sordomuta. Ranieri passa le informazioni a Bandi, direttore della CIA in Europa, che prima riesce a impedire l'immediato recupero di Fontana e poi, con l'appoggio del suo superiore Charlie, fa saltare il piano della mediazione di Rashid. Massa deve così rimandare la moglie e la figlia di Rashid in Libano ma queste, grazie all'aiuto di Rosso, scappano verso il confine dove però vengono fermate da Massa che le fa tornare in patria pretendendo che Rania diventi la sua informatrice sugli affari di Rashid.
Intanto Rosso si reca in Afghanistan per scambiare due dei sei prigionieri catturati dalle forze speciali italiane della TF 45 con Fontana ma al momento dello scambio interviene un elicottero statunitense che annienta i talebani. Nel conflitto il colonnello Fontana viene ucciso da un talebano mentre Rosso viene ferito ma i servizi pensano che sia morto. In Italia vengono celebrati i funerali di entrambi anche se Massa viene a conoscenza che Rosso è ancora vivo e così manda in suo aiuto il maggiore Stella senza avvertire nessun altro. I due agenti sono impegnati nel tentativo di recuperare le armi chimiche vendute da Rashid agli afghani. Ranieri e Bandi tramite un filmato scoprono che in realtà Rosso è ancora vivo: Massa è costretto a dimettersi su pressioni del Primo ministro per non aver avvertito il governo italiano delle sue iniziative e Ranieri prende il suo posto con l'appoggio di Bandi.
Nel frattempo Rashid capisce che la moglie è una spia e fa impiccare la governante complice della moglie. Rosso si reca a Beirut,  e con l'aiuto di Stella recupera 8 delle 10 capsule di gas nervino fornite da Rashid ai terroristi per un attentato al contingente italiano in Afghanistan. Poi Massa avvisa Charlie che le ultime due capsule sarebbero state utilizzate da un attentarore suicida in una base Usa, che viene subito eliminato con un drone dagli statunitensi, Rosso recupera Rania e Fatma e, con uno stratagemma messo in atto con l'aiuto di Massa e Charlie, fa mettere fuori uso il telefono di Rashid e fa deviare la chiamata tra l'ambasciata e l'AISE sul telefono di Massa senza che così Ranieri possa essere informato. Rashid e i suoi uomini vengono catturati al porto dagli incursori di marina italiani del Comsubin dopo aver provato a impedire la fuga a Rosso che così può raggiungere l'Italia insieme a Rania e Fatma. Bandi, in partenza per gli Stati Uniti, viene arrestato all'aeroporto da Charlie e Massa viene reintegrato mentre Ranieri viene sollevato dall'incarico e posto in congedo. Infine Rashid viene quasi subito rimesso in libertà per continuare a svolgere la sua attività al servizio dei governi occidentali per "ragion di Stato" nonostante le prove fornite da Rosso e da Stella.

## Produzione
La miniserie è prodotta da Rai Fiction e Cattleya ed è ambientata in Italia, Libano e Afghanistan.